# Гельман Макс Ісайович
Макс Іса́йович Ге́льман (28 листопада (10 грудня) 1892, Одеса — 16 грудня 1979, Київ) — український скульптор і педагог.

## Біографічні дані
У 1916–1917 роках навчався в школі Товариства заохочування мистецтв у Петрограді, у 1921–1922 роках — у Вищих художньо-технічних майстернях (ВХУТЕМАС) у Москві, у 1922–1925 роках — у Вищому художньо-технічному інституті (ВХУТЕІН) в Ленінграді в майстерні О. Матвєєва.
У 1926–1964 роках викладав у Київському художньому інституті (від 1939 року — професор). Серед учнів: Костянтин Годулян, Галина Петрашевич, Оксана Супрун, Іван Зноба, Антоніна Тебенькова, Володимир Мілько, Лідія Трегубова, Марія Баринова.
Працював у галузі станкової скульптури.
В Інституті рукопису Національної бібліотеки України імені Володимира Вернадського є особовий архівний фонд Макса Гельмана.
Його дружина, Трубецька Марія Володимирівна (1897—1976) — українська художниця, представниця школи Михайла Бойчука, книжковий графік та плакатист.

## Твори
- Герма Карла Маркса (бетон) (1920).[1][2] — у співавторстві з М. Й. Шехтманом
- «Повітряний вартовий» (1929).
- «Будьоннівець» (1935).
- Пам'ятник Миколі Щорсу в Житомирі — у співавторстві з Петром Ульяновим та Бернардом Кратко
- «На кордоні» (1937).
- «Бойова подруга» (1945).
- «Вони воювали за Батьківщину» (1947).
- «Фашисти тут не пройдуть» (1947).
- «Проба сталі» (1961).
- Портрети:
  - письменників Миколи Терещенка, Ґео Шкурупія, Валер'яна Підмогильного, художника Юхима Михайліва,
  - актриси Марії Заньковецької (1957),
  - художника Федора Нірода (1966),
  - «Жанна» (1968),
  - поетеси Людмили Скирди (1970),
  - художника Георгія Якутовича (1974).
- Шевченківській темі присвячено:
  - конкурсний проект пам'ятника поетові для Харкова (тонований гіпс, 1933),
  - барельєф «На панщині» (глина, 1938),
  - скульптурні композиції
    - «Т. Г. Шевченко в Петербурзі» (тонований гіпс, 1939),
    - «Т. Г. Шевченко» (оргскло,1954).

Гельман був автором оригінальних скульптур спортсменів, установлених у 1930-х роках у Києві на стадіоні «Динамо». Це були бетонні статуї «Кидальник набою (гранати)» та «Тенісистка».